# إستر هارت
إستر هارت (بالهولندية: Esther Hart)‏ هي مغنية هولندية، ولدت في 3 يونيو 1970 في Epe ‏ في هولندا.

## وصلات خارجية
- الموقع الرسمي
- إستر هارت على موقع IMDb (الإنجليزية)
- إستر هارت على موقع ميوزك برينز (الإنجليزية)
- إستر هارت على موقع أول ميوزيك (الإنجليزية)
- إستر هارت على موقع ديسكوغز (الإنجليزية)